# Pátzcuaro
Pátzcuaro ist eine ca. 60.000 Einwohner zählende Stadt im mexikanischen Bundesstaat Michoacán und Sitz des gleichnamigen Gemeinde (municipio) mit ca. 100.000 Einwohnern. In der Sprache der Purépecha bedeutet der Name „Ort der Steine“. Der Ort ist als Pueblo Mágico anerkannt. Die dortigen Schmetterlingsfischer sind zu einem Wahrzeichen Mexikos geworden und auch auf den 50-Peso-Banknoten abgebildet.

## Lage und Klima
Pátzcuaro liegt der Meseta Purépecha in den Bergen des mexikanischen Bundesstaates Michoacán inmitten dichter Pinienwälder. Nach schließt sich der Pátzcuaro-See an, einer der höchstgelegenen Seen Mexikos. Pátzcuaro befindet sich zwischen den Städten Morelia (ca. 55 km nordöstlich) und Uruapan (ca. 55 km südwestlich). Aufgrund der Höhenlage ist das Klima in Pátzcuaro für Mexiko verhältnismäßig mild; der reichliche Regen (ca. 1000–1600 mm/Jahr) fällt überwiegend im Sommerhalbjahr.

## Bevölkerung
| Jahr      | 2000   | 2010   | 2020   |
| Einwohner | 48.049 | 55.325 | 60.811 |

Der überwiegende Teil der zumeist zugewanderten Bevölkerung ist indianischer Abstammung; zahlreich sind auch Mestizen. Gesprochen wird jedoch in der Regel Spanisch.

## Wirtschaft
Die Menschen leben hauptsächlich direkt oder indirekt vom Fischfang und vom Tourismus.

## Geschichte
Pátzcuaro wurde offiziell im Jahr 1540 gegründet. Die Stadt entwickelte sich schnell zu einem religiösen Zentrum und die frühen Einwohner Pátzcuaros glaubten, dass die Stadt die Eingangspforte zum Himmel sei, wo die Götter ein und aus gingen. Der eigentliche Grund für die religiöse Entwicklung des Ortes liegt jedoch in seiner vorkolonialen Geschichte: Das Purépecha-Volk siedelte an dieser Stelle schon unter ihrem König Curateme im Jahre 1324. In den Jahren nach 1362 wurde es von Fanacun komplett erneuert. Der ursprüngliche Name war Tzacapu-ansucutin-patzcuaro: Tor zum Himmel oder auch Ort, wo man die Schwärze macht. Der heutige verkürzte Name Pátzcuaro dagegen heißt Ort der Steine oder auch Ort der Freude. Als die spanischen Eroberer unter Nuño Beltrán de Guzmán diese Gegend auf der Suche nach Gold ausplünderten und der damalige Purépecha-König die Goldverstecke nicht verraten wolle oder konnte, wurde er lebendig verbrannt. Diese Gewalttaten gegen die indigenen Ureinwohner führten dazu, dass er durch den Priester und Rechtsgelehrten Don Vasco de Quiroga ersetzt wurde. Dieser half den Purépechas mit der Errichtung von Schulen und Krankenhäusern. Er wird bis heute von den Einheimischen in Pátzcuaro verehrt und liebevoll Tata Vasco („Papa Vasco“) genannt.
Pátzcuaro stand während des Reformkriegs (1857–1861) aufseiten der Konservativen und des Kaiserreichs. Im Jahr 1886 wurde die Eisenbahn nach Morelia eröffnet. Die Mexikanische Revolution erreichte Pátzcuaro am 21. April 1913. Vom 14. bis 24. April 1940 wurde in Pátzcuaro die „Erste Gesamtamerikanische Konferenz über Indianisches Leben“ (First Inter-American Conference on Indian Life) abgehalten.

## Sehenswürdigkeiten
- Das Stadtbild im Zentrum wurde vereinheitlicht: weiße Fassaden, rote Ziegeldächer und die gleichen Schrifttypen und -farben für Hinweisschilder.
- Die Plaza Vasco de Quiroga ist mit der Plaza de Armas in Nazca (Peru) der einzige Hauptplatz Lateinamerikas, an den kein religiöses Gebäude anschließt. Hier findet man ein Haus mit vermauertem Fenster, das auf die tragische Geschichte eines unstandesgemäßen Liebespaares zurückgeht.
- Im Osten der Stadt findet man die Basílica de Nuestra Señora de la Salud, die zwischen 1546 und 1554 errichtet wurde. Diese Kirche wird nach wie vor von den Indigenen sehr verehrt, denn hier liegt Vasco de Quiroga begraben.
- Eine weitere wichtige Sehenswürdigkeit ist die Callejuela de los Once Patios, ein altes Kloster mit verwinkelten Gassen und elf Höfen. Hier kann man heute das Kunsthandwerk Pátzcuaros bestaunen und erwerben.

## Gastronomie
In Pátzcuaro isst man viel Fisch aus dem nahen See. Der Blanco de Pátzcuaro, für den der See bekannt ist, ist jedoch vom Aussterben bedroht. Nationale Berühmtheit hat auch das Eis erlangt, das auf der Plaza Vasco de Quiroga in allen Geschmacksrichtungen verkauft wird.

## Kultur
Der Baile de los viejitos („Tanz der alten Menschen“), einer der bekanntesten indigenen Tänze Mexikos, wird in etlichen Lokalitäten aufgeführt. Die Tänzer tragen hölzerne Masken die lächelnde, ältere Menschen darstellen, um zu zeigen, dass zumindest in Mexiko das Alter kein Grund zur Trübsal oder gar Verzweiflung, sondern ein Anlass zur Ausgelassenheit ist.

## Söhne und Töchter der Stadt
- Silviano Carrillo y Cárdenas (1861–1921), Bischof von Sinaloa
- Estanislao Alcaraz y Figueroa (1918–2006), Erzbischof von Morelia
- Alfredo Zalce (1908–2003), Künstler
- Carlos Amado Molina (* 1983), Profiboxer